# Vladimir Šoljić
Vladimir Šoljić (19. listopada 1943.) je bosanskohercegovački političar.

## Životopis
Vladimir Šoljić rođen je 19. listopada 1943.
U ratnim danima je bio ministar energetike, industrije i rudarstva, a potom i obrane Hrvatske Republike Herceg-Bosne.
Poslije je, odlukom Parlamenta FBiH, postao predsjednik Federacije Bosne i Hercegovine. Tu dužnost vršio je od 18. ožujka 1997. do 29. prosinca 1997. godine. On i njegov zamjenik Ejup Ganić imali su malo utjecaja u stvaranju politike FBiH i bili su pod pritiskom Međunarodne zajednice, Ureda visokog predstavnika i pod pritiscima bošnjačkog i hrvatskog člana Predsjedništva BiH.
Na utemeljiteljskom saboru 24. svibnja 1997. godine izabran je za predsjednika Glavnog vijeća Hrvatske zajednice Herceg-Bosne, udruženja koje nema državotvorne ingerencije i čiji je cilj povezati sve Hrvate u BiH, definirati strateške smjerove nacionalnog, kulturnog i gospodarskog razvitka.
Predsjednik Hrvatske zajednice Herceg-Bosne je ostao i nakon njenog 3. sabora, koji je održan 17. travnja 2010. godine.
Na tom saboru, Vladimir Šoljić je proglašen jednim od nekoliko članova Glavnog vijeća Hrvatske zajednice Herceg-Bosne.

## Unutarnje poveznice
- Hrvatska Republika Herceg-Bosna
- Federacija Bosne i Hercegovine
- Hrvatska zajednica Herceg-Bosna (udruženje)